# Politická filozofie
Politická filozofie je soustavné filozofické studium základních otázek uspořádání lidských společností, moci, vlády a státu. Zabývá se také problémy svobody, legitimity, spravedlnosti, občanství a vůbec podmínkami dobrého uspořádání polis čili obce.
Pojem politické filozofie je sice nedávného data, její témata však patřila do filozofie od jejího vzniku. Řečtí, latinští, ale také čínští a indičtí myslitelé starověku uvažovali o podmínkách dobrého života ve velkých společenstvích, o autoritě a legitimitě vlády, o nezbytných omezeních jednotlivců v nich.
Politická filozofie je součástí praktické filozofie a stýká se zejména s politologií a s filozofií práva.

## Historie

### Starověké tradice

#### Starověká Čína
Čínská politická filozofie má své kořeny už v období Jara a Podzimu, zvláště je spojeno s Konfuciem (6. století př. Kr.). Politická filozofie v Číně vznikla jako odpověď na společenské a politické rozdrobení země v období Jara a Podzimu a Období válčících států. Hlavní společensko-politické směry v tomto období čerpaly z filozofií konfucianismu, legismu, mohismu, agrarismu a taoismu. Filozofové jako Konfucius, Mencius a Mocius se ve svých politických filozofiích pokoušeli o to najít společnou řeč. Konfucionismus obhajoval hierarchickou, meritokratickou vládu založenou na empatii, loajalitě a mezilidských vztazích. Legismus se stavěl za striktně autoritářskou vládu založenou na drakónských trestech a zákonech. Mohismus podporoval společnou, decentralizovanou, „liberální“ vládu založenou na filozofii asketismu (V Číně má tradici v podobě mnišských společenství). Agraristé propagovali rolnický „komunismus“ a egalitářství. Příznivci taoismu byli jedněmi z prvních zastánců proto-anarchismu.
Legismus byl dominantní politickou filozofií v období dynastie Čchin, v období dynastie Chan byl však vytlačen státním konfucionismem, který se v Číně držel na nejzastávanějších filozofiích až do příchodu komunismu.

#### Antické Řecko
Celá západní politická (od polis) filozofie pramení z filozofie antického Řecka, kde první filozoficko-politické debaty vedl již Platón. Antická polis stála u zrodu základních politických směrů v Aristotelově klasifikaci: timokracii, tyranii, demokracii a oligarchii. Jedna z prvních knih o politice, která formovala i novověké státy byla Platónova Ústava, která inspirovala i Aristotela k jeho Politice a Etice Nikomachově. Do římského politického myšlení pak pronikla především filozofie stoicismu.

#### Starověká Indie
Hierarchizace společnosti na kasty umožnila indické společnosti vyvíjet svou politiku již dlouho před vznikem prvních států. Ve starověké Indii pak společenská situace vyústila do jasně vymezené hranice mezi náboženskou a světskou správou. Správa státu byla rozdělena na vládu, administraci, obranu, zákon a pořádek. Mantraga byla hlavním vládnoucím orgánem, sestávající z krále, předsedy vlády, vůdce armády a velekněze. Předseda vlády stál v čele skupiny ministrů společně s vrchním soudcem (Maha Amatya).
Pravidla, která v indické společnosti postupně vznikala byla silně ovlivněna védami. Jeden z předních myslitelů starověké indie byl Čánakja, který žil ve 4. st. př. Kr. Jeho Arthašástra kromě vojenské strategie udílela také vládci rady jak vést ekonomicky stabilní stát a jak dohlížet na trestné konání.

### Středověká Evropa
Základem středověké politické filozofie byla kombinace Aristotelova a Augustinova učení: Scholastika, která stavěla na harmonii rozumové a zjevené pravdy. Asi nejvlivnějším filozofem v této sféře byl Tomáš Akvinský, který značně pomohl znovuobjevení Aristotelových děl. Scholastika byla nejdůležitější filozofií ještě v renesanci.
Tomáš Akvinský své politické názory zachytil v Summa Theologiae, kde říká například, že král tyran není král určený Bohem. Jeho myšlenky do jisté míry následně reflektuje i Magna Charta Libertatum, listina mnohými považována za základní kámen Anglo-Americké politické svobody, která explicitně prosazuje právo vzpoury proti panovníkovi za účelem dosažení spravedlnosti.
Mezi běžnými lidmi však byla politika podle mnohých sociologů ve středověku vnímána jako světská (nesvatá) záležitost, do které není radno zabředávat.

### Evropská renesance
Během renesance byl pohled na politiku jako na nesvatou službu postupně vlivem humanismu opouštěn a po celé Evropě se proto začalo objevovat mnoho filozofů, které nad státem a společností uvažovali.

#### Niccolò Machiavelli
Jedním z nejvlivnějších děl renesance byl Machiavelliho Princ (Vladař), sepsán mezi lety 1511 a 1512 a posmrtně vydán r. 1532. Vedle Discorsi sopra la prima deca di Tito Livio, kde Machiavelli rozebírá klasické římské období, politické myšlení renesanční Evropy značně ovlivnil. Některé osobnosti filozofie (např. Jean-Jacques Rousseau) vykládali Prince jako satiru pro rod Medicejů, poté co znovuzískali Florencii a Machiavelliho z ní vyhnali. Přestože Princ byl skutečně sepsán pro Mediceje, Machiavelli podporoval Florentskou republiku a oligarchii Medicejů kritizoval. Ať tak či onak, Machiavelliho dílo vůbec poprvé představuje pragmatický, konsekvencionalistický pohled na politiku. Ani Machiavelli, ani Hobbes nevěřili v Bohem seslané panovníky, namísto toho věřili ve vrozené umění vládnout. Tento pohled nabýval na důležitosti při vzniku autokratických vlád, protože pouze ty podle společenského povědomí mohli udržet pořádek.

### Osvícenství
Během osvícenství mělo největší dopad na politické ideologie objevení tribálních společností mimo Evropu a vypuknutí série osvobozeneckých revolucí (Anglická občanská válka, Americká a Francouzská revoluce) vedoucích k založení republik. Myslitelé jako Thomas Hobbes, John Locke, Montesquieu a Jean-Jacques Rousseau byli velice ovlivněni Anglickou občanskou válkou a obdobím republiky a myšlenkově ovlivnili kromě americké a francouzské například i Haitskou revoluci.
Tito myslitelé přišli s novým pohledem na účel státu: V první řadě se ptali, jakým právem lidé tvoří státy, v druhé pak jaká je dokonalá forma státu. S příchodem idey přirozeného řádu se mohly sociální vědy oddělit od církevního učení.
Politické a ekonomické vztahy byly drasticky posunuty jejich teoriemi, částečně tak podpořily vznik cechů (jako samostatných správních celků), svobodného trhu a protestantství (myšlenkami o národním náboženství). Kritika katolické církve na sebe nedala dlouho čekat a tomuto směru se postavil například François Marie Arouet de Voltaire.

### Industrializace a moderna
Marxistická kritika kapitalismu byla vedle liberalismu a fašismu jednou z rozhodujících ideologií dvacátého století. Industriální revoluce, urbanizace a rostoucí význam velkých závodů dal vzniknout socialistickému hnutí. V polovině 19. století socialismus s uvedením marxismu nabýval na popularitě, především mezi městskými pracovníky v továrnách.
Radikální změnu v politickém smýšlení přivedla 1. světová válka. Ruská revoluce roku 1917 (a podobné, ačkoli méně úspěšné revoluce v dalších evropských státech) přinesla komunismus. V té době poprvé tvořily vlády sociální demokraté – což souviselo s rozšířením univerzálního volebního práva napříč vyspělými státy, přestože většina kolonií stále zůstávala v rukou evropských velmocí.

## Významní političtí filozofové
| - Konfucius - Platón - Aristotelés - Xenofón - Cicero - Marcus Aurelius - Augustinus - Jan ze Salisbury - Tomáš Akvinský - Ibn Chaldún - Niccolo Machiavelli - Jean Bodin - Hugo Grotius | - Thomas Hobbes - Baruch Spinoza - John Locke - Montesquieu - David Hume - Jean-Jacques Rousseau - Immanuel Kant - Edmund Burke - Jeremy Bentham - Georg Wilhelm Friedrich Hegel - Auguste Comte - John Stuart Mill - Karl Marx | - T. G. Masaryk - Max Weber - Vladimir Iljič Lenin - Jacques Maritain - György Lukács - Carl Schmitt - Herbert Marcuse - Leo Strauss - Karl Raimund Popper - Hannah Arendtová - Isaiah Berlin - John Rawls - Ernest Gellner |

## Hlavní současné proudy
- Liberalismus
- Komunitarismus
- Kritická teorie/Frankfurtská škola
- Feminismus
- Environmentalismus
- Levicový libertarianismus
- Libertarianismus neboli pravicový libertarianismus
- Neomarxismus/Analytický marxismus